# قائمة قرارات الأمم المتحدة بشأن إسرائيل

## قرارات الجمعية العامة
- قرار الجمعية العامة للأمم المتحدة 3379: يعتبر هذا القرار الصهيونية شكل من أشكال العنصرية والتمييز العنصري.

## قرارات مجلس الأمن
قرارات مجلس الأمن التي تدين الاعتداءات الإسرائيلية هي جملة القرارات الصادرة عن مجلس الأمن من سنة 1948 والتي تدين الاعتداءات الصادرة من الجانب الإسرائيلي، معظم هذه الاعتداءات كانت ضد الفلسطينيين، معظم، إن لم يكن، كل هذه القرارات التي تطلب استجابة من المسؤولين اليهود لم يتم تطبيقها، وجزء منها له أثر كبير على معطيات السلام.
تالياً ملخص بأهم هذه القرارات وملخص بسيط عن كل قرار:
1. قرار رقم 57 صدر هذا القرار بتاريخ 18 سبتمبر 1948 أعرب فيه مجلس الأمن عن الصدمة العنيفة لاغتيال وسيط الأمم المتحدة في فلسطين الكونت فولك برنادوت نتيجة عمل جبان اقترفته جماعة مجرمة من الإرهابيين في القدس.
2. قرار رقم 59 الصادر بتاريخ 19 أكتوبر 1948 أعرب فيه مجلس الأمن عن قلقه لعدم تقديم إسرائيل تقريراً عن اغتيال الكونت برنادوت وإقرار واجب الحكومات في التعاون مع موظفي هيئة الرقابة.
3. قرار رقم 101 الصادر بتاريخ 24 نوفمبر 1953 وفيه يدين مجلس الأمن هجوم إسرائيل على قبية بتاريخ 14-15 أكتوبر 1953.
4. قرار رقم 194 الصادر بتاريخ 11 ديسمبر 1948 و تكمن أهمية القرار أن عودة اللاجئين الفلسطينيين إلى بيوتهم وممتلكاتهم هي حق لهم، وأن عودتهم تتوقف على اختيارهم الحر هم وحدهم.
5. قرار رقم 237 الصادر في عام 1967 بتاريخ 14 يونيو وفيه يدعو مجلس الأمن إسرائيل إلى احترام حقوق الإنسان في المناطق التي تأثرت بصراع الشرق الأوسط 1967 حيث يأخذ بعين الاعتبار الحاجة الملحة إلى رفع المزيد من الآلام عن السكان المدنيين وأسرى الحرب في منطقة النزاع في الشرق الأوسط.
6. قرار رقم 242 والصادر في سنة 1967 كنتيجة لاحتلال إسرائيل الضفة الغربية ومرتفعات الجولان وغزة وسيناء حيث ورد فيه ضرورة انسحاب القوات المحتلة من الأراضي التي احتلت في النواع الأخير (حرب 1967).
7. قرار رقم 248 الصادر في عام 1968 بتاريخ 24 مارس والذي يدين فيه الهجوم العسكري الإسرائيلي الواسع النطاق والمتعمد ضد الأردن والذي نتج عنه معركة الكرامة.
8. قرار رقم 249 الصادر في عام 1968 بتاريخ 16 أغسطس يدين فيه الهجوم العسكري الإسرائيلي على الأردن السلط حيث حدث هجومين جويين كثيفين.
9. قرار رقم 265 لعام 1969 بتاريخ 1 أبريل والذي دان الهجوم الإسرائيلي المدني المتعمد على القرى الأردنية والمناطق الآهلة وتكرار هذا الهجوم السلط.
10. قرار رقم 271 لعام 1969 بتاريخ 15 سبتمبر يدين إسرائيل لحرق المسجد الأقصى في يوم 21 أغسطسمن سنة 1969 ويدعو فيه إلى إلغاء جميع الإجراءات التي من شأنها تغيير وضع القدس.
11. قرار رقم 317 لعام 1972 بتاريخ 21 يوليو حيث أعرب مجلس الأمن فيه عن أسفه لتخلف إسرائيل عن إعادة رجال الجيش والأمن السوريين واللبنانيين المخطوفين ودعوتها إلى إعادتهم دون تأخير.
12. قرار رقم 339
13. قرار رقم 340
14. قرار رقم 341
15. قرار رقم 346
16. قرار رقم 362
17. قرار رقم 363
18. قرار رقم 368
19. قرار رقم 369
20. قرار رقم 378
21. قرار رقم 425 والصادر في سنة 1978 حيث صدر نتيجة عملية الليطاني، وبعد استيلاء إسرائيل على مناطق في جنوب لبنان، وذلك لأحداث انسحاب إسرائيلي واقامة منطقة عازلة خالية من الفدائيين في جنوب لبنان. دعا القرار إسرائيل إلى الانسحاب، وإلى إقامة قوة مؤقتة تابعة للامم المتحدة في لبنان (يونيفل).
22. قرار رقم 468 لعام 1980 بتاريخ 8 مايو يطالب مجلس الأمن فيه إسرائيل (بصفتها القوة المحتلة) بإلغاء الإجراءات غير القانونية والإبعاد التي اتخذتها ضد رئيسي بلديتي الخليل وحلحول وقاضي الخليل الشرعي.
23. قرار رقم 469 لعام 1980 بتاريخ 20 مايو يطالب فيه مجلس الأمن مجددًا إسرائيل بإلغاء الإجراءات المتخذة ضد القادة الفلسطينيين الثلاثة، وتسهيل عودتهم فوراً بحيث يمكنهم استئناف الوظائف التي جرى انتخابهم لها وتعينهم فيها.
24. قرار رقم 497 لعام 1981 بتاريخ 17 ديسمبر والذي يدعو إسرائيل إلى إلغاء ضم مرتفعات الجولان بحكم الأمر الواقع.
25. قرار رقم 573 لعام 1985 بتاريخ 4 أكتوبر يدين مجلس الأمن فيه العدوان الإسرائيلي على تونس، والذي تسبب عن خسائر فادحة في الأرواح بالإضافة إلى أضرار مادية كبيرة، ويحث الدول الأعضاء في الأمم المتحدة على أن تتخذ تدابير لثني إسرائيل عن أعمال عدوانية مماثلة.
26. قرار رقم 592 لعام 1986 بتاريخ 8 ديسمبر يشجب مجلس الأمن فيه قيام الجيش الإسرائيلي بإطلاق النار ضد المدنيين، الأمر الذي أدى إلى وفاة وإصابة عدد من طلاب جامعة بيرزيت.
27. قرار رقم 605 لعام 1987 بتاريخ 22 ديسمبر وفيه يشجب مجلس الأمن الممارسات الإسرائيلية التي تنتهك حقوق الإنسان للشعب الفلسطيني في الأراضي المحتلة ويطلب من إسرائيل أن تتقيد فوراً وبدقة باتفاقية جنيف المتعلقة بحماية المدنيين وقت الحرب.
28. قرار رقم 607 لعام 1988 بتاريخ 5 يناير يطلب فيه مجلس الأمن أن تمتنع إسرائيل عن ترحيل مدنيين فلسطينيين عن الأراضي المحتلة.
29. قرار رقم 608 لعام 1988 بتاريخ 5 يناير يطلب من إسرائيل إلغاء أمر ترحيل المدنيين الفلسطينيين وكفالة عودة من تم ترحيلهم فعلاً.
30. قرار رقم 611 لعام 1988 بتاريخ 25 أبريل وفيه يدين مجلس الأمن العدوان الإسرائيلي على تونس الذي حدث في 16 أبريل 1988 والذي أسفر عن خسائر في الأرواح البشرية وأدى بصورة خاصة إلى اغتيال خليل الوزير.
31. قرار رقم 636 لعام 1989 الصادر بتاريخ 6 يوليو يطلب من إسرائيل أن تكفل العودة إلى الأراضي المحتلة لمن تم إبعادهم (ثمانية مدنيين فلسطينيين في 29 يونيو 1989) وأن تكف إسرائيل عن إبعاد أي فلسطينيين مدنيين آخرين.
32. قرار رقم 641 لعام 1989 بتاريخ 30 أغسطس يشجب استمرار إسرائيل في إبعاد المدنيين الفلسطينيين (إبعاد خمسة مدنيين فلسطينيين في 27 أغسطس 1989) ويطلب من إسرائيل أن تكفل العودة الآنية والفورية لمن تم إبعادهم.
33. قرار رقم 672 لعام 1990 بتاريخ 12 أكتوبر يدين أعمال العنف التي ارتكبتها قوات الأمن الإسرائيلية في 8 أكتوبر من عام 1990 في الحرم القدسي الشريف مما أسفر عن مقتل ما يزيد على 20 فلسطينياً، وإصابة ما يربو على 150 شخصاً بجراح (مدنيون فلسطينيون ومصلون أبرياء).
34. قرار رقم 673 لعام 1990 بتاريخ 24 أكتوبر يشجب رفض الحكومة الإسرائيلية أن تستقبل بعثة الأمين العام ويحثها على أن تمتثل للقرار قرار مجلس الأمن الدولي رقم 672 لسنة 1990.
35. قرار رقم 681 لعام 1990 بتاريخ 20 ديسمبر يشجب قرار إسرائيل استئناف إبعاد المدنيين الفلسطينيين في الأراضي المحتلة.
36. قرار رقم 694 لعام 1991 بتاريخ 24 مايو يشجب إبعاد إسرائيل للفلسطينيين الذي يمثل انتهاكاً لاتفاقية جنيف المتعلقة بحماية المدنيين وقت الحرب.
37. قرار رقم 726 لعام 1992 بتاريخ 6 يناير يطلب من إسرائيل تحاشي قرارات الإبعاد.
38. قرار رقم 799 لعام 1992 بتاريخ 19 يناير يدين قيام إسرائيل بإبعاد 418 فلسطينياً إلى جنوب لبنان منتهكة التزاماتها بموجب اتفاقية جنيف الرابعة لعام 1948 ويطلب من إسرائيل أن تكفل عودة جميع المبعدين الفورية والمأمونة إلى الأراضي المحتلة.
39. قرار رقم 1860 لعام 2009 بتاريخ 8 يناير الخاص بوقف إطلاق النار بعد الهجوم على غزة (ديسمبر 2008).
40. قرار رقم 2334 لعام 2016 بتاريخ 23 ديسمبر الذي حث على وضع نهاية للمستوطنات الإسرائيلية في الأراضي الفلسطينية.